# Sutonocrea hoffmanni
Sutonocrea hoffmanni är en fjärilsart som beskrevs av William Schaus 1933. Sutonocrea hoffmanni ingår i släktet Sutonocrea och familjen björnspinnare. Inga underarter finns listade i Catalogue of Life.